# 回竜観駅
回竜観駅（かいりゅうかんえき）は北京市昌平区に位置する北京地下鉄13号線の駅。駅番号は1308。

## 駅構造

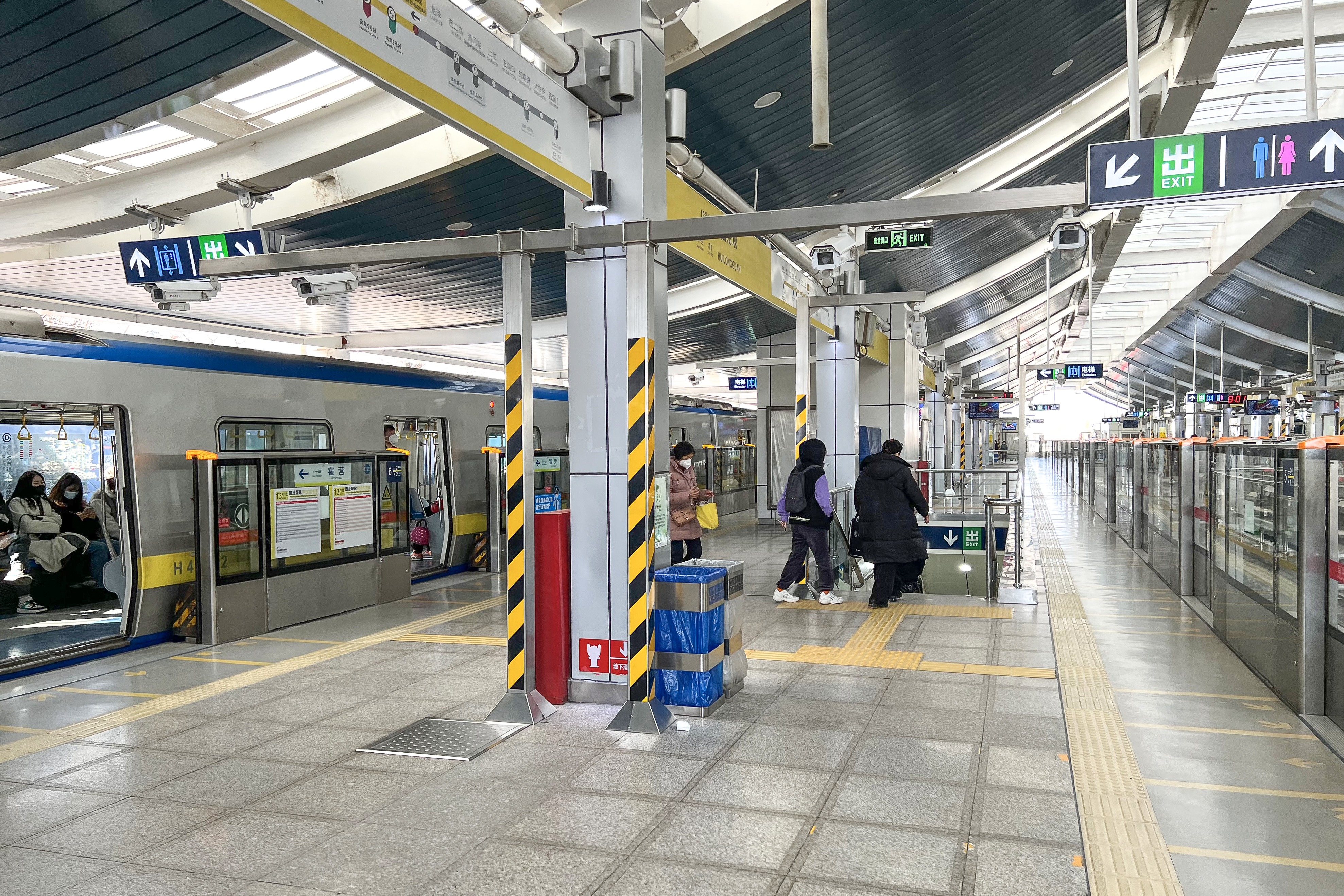
ホーム

相対式ホーム2面2線を有する高架駅。出口はA出口の1箇所ある。
| 13号線のりば | 相対式ホーム       |
| 13号線のりば | ←13号線 西直門方面 |
| 13号線のりば | 13号線 東直門方面→ |
| 13号線のりば | 相対式ホーム       |

## 駅周辺
- 北京回竜観医院
- 沁春家園
- 新都家園
- 育新花園
- 育新小区

## 歴史
- 2002年9月28日 - 開業。

## 隣の駅
北京地下鉄
■13号線
竜沢駅 (1307) - 回竜観駅 (1308) - 霍営駅 (1309)
座標: 北緯40度04分10秒 東経116度19分47秒 / 北緯40.06946度 東経116.32984度